# Ӟ
Ӟ (minuscule : ӟ), appelé zé tréma, est une lettre de la variante de l’alphabet cyrillique utilisée par la langue oudmourte. Elle est composée de la lettre zé diacritée d’un tréma. Elle note la consonne affriquée post-alvéolaire voisée [d͡ʑ].  Elle a été utilisée dans l’alphabet de Nikolaï Fyodorovitch Katanov du bachkir.

## Utilisations
En bachkir, le zé tréma a été utilisé dans l’alphabet de Nikolaï Fyodorovitch Katanov.
Il a notamment été utilisé dans une traduction bachkir des Évangiles par la Société biblique publié en 1902. Elle est retranscrite à l’aide du es cramponné ‹ Ҫ › dans l’alphabet cyrillique bachkir de 1938.

## Représentations informatiques
Le zé tréma peut être représenté avec les caractères Unicode suivants  :
- composé (cyrillique)

| formes    | représentations | chaînes de caractères | points de code | descriptions                   |
| --------- | --------------- | --------------------- | -------------- | ------------------------------ |
| capitale  | Ӟ               | Ӟ                     | U+04DE U+0308  | lettre majuscule cyrillique es |
| minuscule | Ӟ               | ӟ                     | U+04DF U+0308  | lettre minuscule cyrillique es |

- décomposé (cyrillique, diacritiques)

| formes    | représentations | chaînes de caractères | points de code | descriptions                                     |
| --------- | --------------- | --------------------- | -------------- | ------------------------------------------------ |
| capitale  | Ӟ               | З◌̈                    | U+0417 U+0308  | lettre majuscule cyrillique es diacritique tréma |
| minuscule | ӟ               | з◌̈                    | U+0437 U+0308  | lettre minuscule cyrillique es diacritique tréma |